# 楠特伊苏米雷
楠特伊苏米雷（法語：Nampteuil-sous-Muret，法語發音：[nɑ̃tœj su myʁɛ]，意为“米雷下方的楠特伊”）是法国上法蘭西大區埃纳省的一个市镇，属于苏瓦松区。

## 地理
楠特伊苏米雷（49°18'3"N, 3°25'29"E）面积3.38 平方千米，位于法国上法蘭西大區埃纳省，该省份为法国北部内陆省份，北起北部省，西接索姆省和瓦兹省，东临阿登省和马恩省，西南至塞纳-马恩省，东北部与比利时接壤。
与楠特伊苏米雷接壤的市镇（或旧市镇、城区）包括：沙克里斯、马斯特和维奥莱讷、米雷和克鲁特、塞尔什。

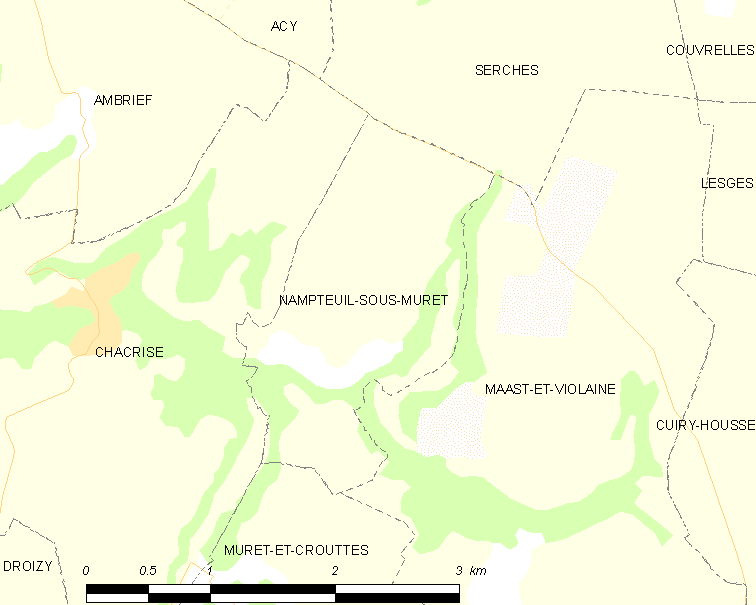
楠特伊苏米雷的OSM定位图

楠特伊苏米雷的时区为UTC+01:00、UTC+02:00（夏令时）。

## 行政
楠特伊苏米雷的邮政编码为02200，INSEE市镇编码为02536。

## 政治
楠特伊苏米雷所属的省级选区为维莱科特雷县。

## 人口

1962-2008年间楠特伊苏米雷人口变化图示

楠特伊苏米雷于2022年1月1日时的人口数量为93人。